# Ritchie Blackmore
Richard Hugh "Ritchie" Blackmore (født 14. april 1945 i Weston-super-Mare) er en engelsk guitarist, nu bosiddende i USA, der især er kendt for at være en af Deep Purples stiftere samt for at have dannet Rainbow. Siden slutningen af 1990'erne har han forladt heavy rocken for at koncentrere sig om renæssancemusik-inspireret folk rock, som han spiller i Blackmore's Night, hvor hans partner Candice Night er den vokale forgrundsfigur. Blackmore er af Rolling Stone blevet kåret som nummer 50 blandt de 100 bedste guitarister i historien.

## Opvækst og begyndelsen af karrieren
Blackmore kom til verden i Weston-super-Mare, men flyttede med sin familie til Heston i Londons udkant, da han var to år. Han fik sin første guitar som elleveårig på betingelse fra sin far af, at han modtog undervisning i klassisk guitarspil. Dette varede blot et års tid. I skolen var han ganske god til sport, blandt andet spydkast. Han forlod skolen som femtenårig og kom i lære som radiomekaniker i Heathrow Lufthavn. Samtidig fik han undervisning i mere moderne guitarspil af Big Jim Sullivan. På dette tidlige tidspunkt var Ritchie Blackmore inspireret af nogle af de tidlige rockguitarister som Hank Marvin.
Fra 1960 eller 1961 begyndte han at spille med lokale orkestre. Hans spil blev efterhånden bedre, og i 1963 fik han jobs som musiker for nogle af navnene hos produceren Joe Meek, og han kom til at spille i instrumentalgruppen The Outlaws, for Heinz, blandt andet på dennes hit "Just Like Eddie", Screaming Lord Sutch og andre navne.

## Deep Purple, 1
I 1968 var Ritchie Blackmore med til at danne rockgruppen Roundabout, hvori også medvirkede Jon Lord og flere andre musikere. Gruppen skiftede senere navn til Deep Purple, og der kom nye musikere med samt en sanger. Navnet blev valgt, fordi "Deep Purple" var sangeren, Rod Evans', bedstemors yndlingssang. Gruppen havde et hit i USA med en genindspilning af sangen "Hush", skrevet af Joe South. På dette tidlige tidspunkt af karrieren havde gruppen en psykedelisk lyd med præg af progressiv rock. I denne egentlige første udgave spillede gruppen en blanding af egne sange og kopiudgaver af andres numre, og gruppen udsendte tre studiealbum.
Efter en række udskiftninger i gruppens besætning i løbet af 1969 ændrede musikstilen sig til mere hård rock. Dette kunne første gang på plade høres på In Rock (1970), og i denne anden version af gruppen med blandt andet Ian Gillan som sanger udkom gruppens helt store hit, "Smoke on the Water" (1972). I 1973 kom der igen udskiftninger i gruppen, hvor blandt andet David Coverdale afløste Gillan som sanger, men efter denne konstellations andet album, Stormbringer (1974), var Blackmore blevet så utilfreds med de musikalske stilændringer, der var sket, at han gik ud af gruppen og dannede Rainbow.

## Rainbow, 1
Da Ritchie Blackmore dannede sin egen gruppe, opkaldte han den efter en bar/restaurant i Hollywood, hvor rockmusikere, -fans og groupies kom meget på det tidspunkt, The Rainbow. Her havde han selv tilbragt en del tid, og her havde han mødt Ronnie James Dio, hvis gruppe Elf havde spillet meget som opvarmningsband for Deep Purple.
Dio blev forsanger i Rainbow, og gruppen udgav albummet Ritchie Blackmore's Rainbow i 1975. Kort efter fyrede Blackmore alle musikerne bortset fra Dio og skaffede en ny opstilling til næste album Rising (1976). Også efter dette album blev flere musikere skiftet ud, og Blackmore havde besvær med at finde en ordentlig bassist til gruppens tredje album, hvilket resulterede i, at han selv spillede bassen på de fleste numre.
Efter dette album gik Ronnie Dio ud af gruppen efter "musikalske uoverensstemmelser" med Blackmore. På det fjerde album Down to Earth (1979) fandt man Rainbows første og største hitlistesucces, sangen "Since You Been Gone". Gruppen fortsatte med jævnlige udskiftninger, men Blackmores navn gjorde det fortsat muligt for gruppen at turnere over det meste af verden, indtil gruppen blev opløst i 1984.

## Deep Purple, 2
På dette tidspunkt havde medlemmerne af anden version af Deep Purple, deriblandt Blackmore, fundet frem til, at de godt ville prøve at spille sammen igen, og som en start udsendte gruppen albummet Perfect Strangers (1984). Den efterfølgende turné viste, at publikum ikke havde glemt denne udgave af gruppen, og indspillede et rekordstort beløb for det år.
Gruppen fortsatte nogle år, og udsendte The House of Blue Light i 1987. På den efterfølgende turné i 1989 fyrede gruppen sangeren Ian Gillan på grund af dårlig musikalsk kemi med Blackmore. Med ny forsanger Joe Lynn Turner blev gruppens stil anderledes. Deep Purple nåede at udsende yderligere et album, Slaves and Masters, indtil Gillian kom tilbage igen i 1992. I 1993 midt under en turné besluttede Blackmore sig for at forlade gruppen endegyldigt.

## Rainbow, 2
Nu genetablerede Ritchie Blackmore Rainbow med helt nye musikere i forhold til første gang, gruppen havde eksisteret. I denne udgave udsendte gruppen albummet Stranger in Us All (1995), som imidlertid ikke opnåede hverken kritiker- eller publikumssucces i nær det omfang, de tidligere album havde fået. Turneen, der fulgte efter, solgte stadig fint, men dels havde tiderne ændret sig med blandt andet grungens indtog, dels var Blackmore nok ved at miste interessen for den hårde rock. Rainbow spillede sin sidste koncert i Esbjerg i 1997.

## Blackmore' Night
I 1997 dannede Blackmore sammen med sin kæreste (nu kone) Candice Night som forsanger duoen Blackmore's Night, der spiller folkrock med renæssancemusik-påvirkning. På det tidspunkt, hvor Rainbow udsendte deres sidste album i 1995, var parret allerede i gang med at lave deres første album, der blev udsendt i 1997 med titlen Shadow of the Moon. Duoen havde Nights mor som manager, men det var egentlig meningen, at udsendelsen af albummet skulle være en enkeltstående begivenhed, men det udviklede sig efterhånden til et længerevarende projekt.
Duoen har siden udsendt nye studiealbum hvert andet eller tredje år og har givet en række ret intime koncerter på små spillesteder. Musikalsk er Blackmore skiftet meget, hvilket også ses af, at han primært spiller akustisk guitar. Han lader sig inspirere af klassisk musik, hvilket falder fint i tråd med Norths tekster med middelaldertemaer. Duoen bliver støttet af forskellige musikere, der spiller blandt andet bas, trommer, violin, keyboards.

## Privatliv
Ritchie Blackmore var i 1960'erne gift med tyske Margit Volkmar, og de fik sønnen Jürgen R. Blackmore (født 1964), der også er blevet guitarist og turnerer med kopibandet Over the Rainbow sammen med flere tidligere Rainbow-medlemmer. Blackmore og Volkmar blev skilt i 1969. Samme år giftede han sig med endnu en tysker, danseren Bärbel Hardie..
I 1981 giftede han sig for tredje gang, denne gang med Amy Rothman. Dette ægteskab blev opløst i 1987, efter at de havde været separeret siden 1983. Han begyndte at komme sammen med Candice Night i 1989 og har boet sammen med hende siden 1991. De giftede sig 5. oktober 2008, og i 2010 fik de datteren Autumn Esmeralda Blackmore. I 2012 fik de sønnen Rory.